# Diolenius insignitus
Diolenius insignitus là một loài nhện trong họ Salticidae.
Loài này thuộc chi Diolenius. Diolenius insignitus được Gardzińska & Marek Żabka miêu tả năm 2006.